# Inermestola densepunctata
Inermestola densepunctata là một loài bọ cánh cứng trong họ Cerambycidae.